# 76호실
76호실(중국어 정체자: 76號, 간체자: 76号)이라는 별칭으로 알려진 중국국민당 중앙집행위원회 특무위원회 특공총부(중국어 정체자: 中國國民黨中央執行委員會特務委員會特工總部, 병음: Zhōngguó Guómíndǎng Zhōngyāng Zhíxíng Wěiyuánhuì Tèwu Wěiyuánhuì Tègōng Zǒngbù), 줄여서 특공총부(중국어: 特工総部)는 중일 전쟁 시기 중화민국 상하이에 주둔했던 일본군이 설립한 비밀경찰 조직이다. 이 조직은 왕징웨이가 이끄는 친일 부역 정권인 중화민국 난징 국민정부의 공식 정부 기관으로 운영되었다.
이 조직은 1939년 일본 제국 육군 당국이 상하이에서 중국국민당의 남의사와 CC단이 주도한 반일 테러에 대처하기 위해 중국인 친일부역자들을 포섭하여 설립했다. 본부가 상하이 공공 조계에 있는 제스필드 76번지에 위치해 있었기 때문에, 이 기관은 단순히 제스필드 76호, 더 줄여서 76호실이라고도 불렸다.  중일 전쟁 전 국민당의 비밀경찰에 종사했던 딩모춘과 리스췬은 각각 국장과 부국장(리스췬은 이후 국장이 되었다.)으로 임명되었으며 두 사람은 왕징웨이 정권에서 상당한 권력을 손에 넣었으며 충칭 국민정부의 요원들에게 공포의 대상이 되었다. 그들은 항일운동가와 왕징웨이의 반대자들의 무장 투쟁과 그들이 일으킨 테러를 불법적인 수단과 폭력으로 진압하여, 이 기관은 악마의 소굴이라는 뜻의 마굴(중국어: 魔窟, 병음: mókū)"이라는 별명을 얻게 되었다.
76호실은 초대 부국장이자 2대 국장인 리스췬이 1943년에 일본 특고과에 의해 암살당한 후 왕징웨이 정권 휘하의 "군사위원회 정치보위총국(軍事委員會政治保衛總局)"에 흡수, 통합되었다.